# Бристоль (округ Дейн, Вісконсин)
Бристоль (англ. Bristol) — місто (англ. town) в США, в окрузі Дейн штату Вісконсин. Населення — 4447 осіб (2020).

## Демографія
Згідно з переписом 2010 року, у місті мешкало 3765 осіб у 1302 домогосподарствах у складі 1080 родин. Було 1337 помешкань
Расовий склад населення:
| - 95,6 % — білих - 1,0 % — азіатів - 0,7 % — чорних або афроамериканців - 0,2 % — корінних американців - 0,1 % — вихідців з тихоокеанських островів |

До двох чи більше рас належало 1,6 %. Частка іспаномовних становила 2,4 % від усіх жителів.
За віковим діапазоном населення розподілялося таким чином: 28,6 % — особи молодші 18 років, 64,0 % — особи у віці 18—64 років, 7,4 % — особи у віці 65 років та старші. Медіана віку мешканця становила 40,0 року. На 100 осіб жіночої статі у місті припадало 103,5 чоловіків;  на 100 жінок у віці від 18 років та старших — 100,9 чоловіків також старших 18 років.
Середній дохід на одне домашнє господарство  становив 119 792 долари США (медіана — 104 167), а середній дохід на одну сім'ю — 126 615 доларів (медіана — 120 793). Медіана доходів становила 66 419 доларів для чоловіків та 56 786 доларів для жінок. За межею бідності перебувало 2,7 % осіб, у тому числі 4,9 % дітей у віці до 18 років та 3,9 % осіб у віці 65 років та старших.
Цивільне працевлаштоване населення становило 2098 осіб. Основні галузі зайнятості: освіта, охорона здоров'я та соціальна допомога — 24,3 %, науковці, спеціалісти, менеджери — 11,5 %, фінанси, страхування та нерухомість — 11,5 %.